# Asteia lunaris
Asteia lunaris är en tvåvingeart som beskrevs av Masahiro Sueyoshi 2003. Asteia lunaris ingår i släktet Asteia och familjen smalvingeflugor. Inga underarter finns listade i Catalogue of Life.